# Inside (игра)
Inside (с англ. — «Внутри») — компьютерная игра в жанре платформера с элементами головоломки, разработанная и изданная независимой датской студией Playdead для платформ Xbox One, Playstation 4 и ПК в 2016 году. Inside является идейным наследником Limbo (2010), предыдущей игры Playdead Studios, и содержит похожий игровой процесс и визуальный ряд. Действие игры разворачивается в постапокалиптическом мире; игрок управляет безымянным мальчиком и должен избегать опасностей и преодолевать различные препятствия, чтобы продвинуться дальше. Inside не содержит диалогов или предыстории происходящего на экране, её сюжет оставляет свободу для интерпретации. Игра получила множество положительных отзывов и наград за необычную игровую атмосферу и музыкальное сопровождение.

## Игровой процесс
Inside совмещает в себе элементы платформера и головоломки; это сайд-скроллер, в котором движение происходит в одной плоскости, а игрок наблюдает за происходящим сбоку. Главный герой игры — безымянный и безоружный мальчик — на протяжении игры должен избегать различных опасностей, и в частности, не должен дать врагам себя поймать или убить. Если происходит обратное, игра демонстрирует пугающую анимационную гибель героя. Одной из ключевых механик в игре является управление на расстоянии безжизненными телами других людей — например, некоторые головоломки нужно решить, перемещая сразу группу таких персонажей. Эта механика, напоминающая геймплей платформера The Swapper, вписана в мир и повествование игры и заставляет самого игрока ставить под вопрос нравственность его действий.

## Сюжет
В начале игры маленький безымянный мальчик пробирается сквозь лесную чащу, убегая от вооружённых людей и собак. Выбравшись из леса, мальчик попадает на ферму, где находит мёртвых свиней, в тушах которых копаются странные черви. Он также видит странно ведущих себя людей, напоминающих зомби; люди, ранее преследовавшие мальчика, загружают их на грузовики и увозят. Мальчик находит шлем, который позволяет ему управлять «зомби» в окрестностях. Миновав ферму, мальчик попадает в город, по которому под присмотром охранников с собаками двигаются колонны «зомби». В какой-то момент мальчик и сам случайно попадает в одну из колонн и вынужден притворяться одним из бездумно марширующих «зомби». Убегая от преследования, мальчик попадает на гигантскую, частично затопленную фабрику; головоломки в этой части игры требуют от игрока управлять растущей группой рабочих-«зомби», покорно следующих за мальчиком.
В затопленной части фабрики мальчик на некоторое время завладевает батискафом для подводных погружений и наталкивается на странное существо, живущее в воде и напоминающее женщину с длинными волосами. Существо, по всей видимости, настроено агрессивно и пытается утянуть мальчика на дно. Позже это действительно происходит — мальчик захлёбывается, однако таинственное существо прикрепляет к мальчику некое устройство на кабеле. Благодаря этой процедуре герой оживает и получает возможность бесконечно находиться под водой и контролировать «зомби» без специального шлема.
Покинув затопленные подземелья, мальчик выбирается в лабораторию, в которой учёные проводят странные эксперименты над «зомби». В конце пути мальчик попадает в большую камеру, заполненную водой, в центре которой находится огромное существо, полученное, кажется, сращением множества людей: из биомассы торчат руки и ноги. Когда мальчик пытается отключить от неё кабели, биомасса оживает и буквально поглощает мальчика, присоединяя его к себе — в дальнейшем игрок управляет этим существом. Разломав смотровое стекло контейнера, биомасса вырывается в офисные помещения, ломая всё на своем пути. В то время как одни ученые в панике убегают, другие, как кажется, помогают существу выбраться. В конечном счёте существо проламывает стену лаборатории, скатывается по заросшему лесом склону и останавливается на берегу моря, прекратив движение. На этом игра заканчивается.
Если игрок в течение игры обнаружит и выключит 14 спрятанных «сфер» с подключенными проводами, откроется секретная концовка — если все сферы отключены и мальчик ещё не был поглощён биомассой, он сможет найти на кукурузном поле, недалеко от начала пути, спрятанный бункер. В бункере находится шлем для управления разумом и несколько компьютерных мониторов, а также кабель питания. Когда мальчик выдёргивает этот кабель, оборудование выключается, и сам мальчик тоже безжизненно оседает на пол в той же позе, что и оставшиеся без управления «зомби».

### Интерпретация сюжета
Сюжет на протяжении всей игры прямо никак не объясняется, что породило множество догадок и теорий, пытающихся объяснить происходящее на экране. Точно так же, как и в случае Limbo (2010), предыдущей игры Playdead, разработчики отказались давать объяснения.
Многие теории предполагают, что герой игры сам является управляемым на расстоянии «зомби», которым руководит кто-то другой — будь то сгусток биомассы, пытающийся таким образом освободиться, один из ученых или некая мятежная сила в лице самого игрока. Название игры Inside (рус. «внутри») может иметь разные толкования: мальчик в конце игры находится внутри биомассы, биомасса в течение игры находится внутри камеры, куда стремится герой, мальчик управляет другими людьми, находясь «внутри» их головы, и сам игрок находится «внутри» игры — как оператор, управляющий мальчиком.
«Секретная концовка», в которой мальчик отключает машину и «умирает», породила предположения о том, что игра является своего рода приквелом Limbo — не будучи ни живым, ни мертвым, герой попадает не в рай и не в ад, но в лимб, где происходит действие Limbo. По другой теории в секретной концовке происходит преодоление «четвёртой стены» — выдёргивая кабель, герой-«зомби» отключает от игры самого игрока, ранее управлявшего персонажем.

## Разработка игры

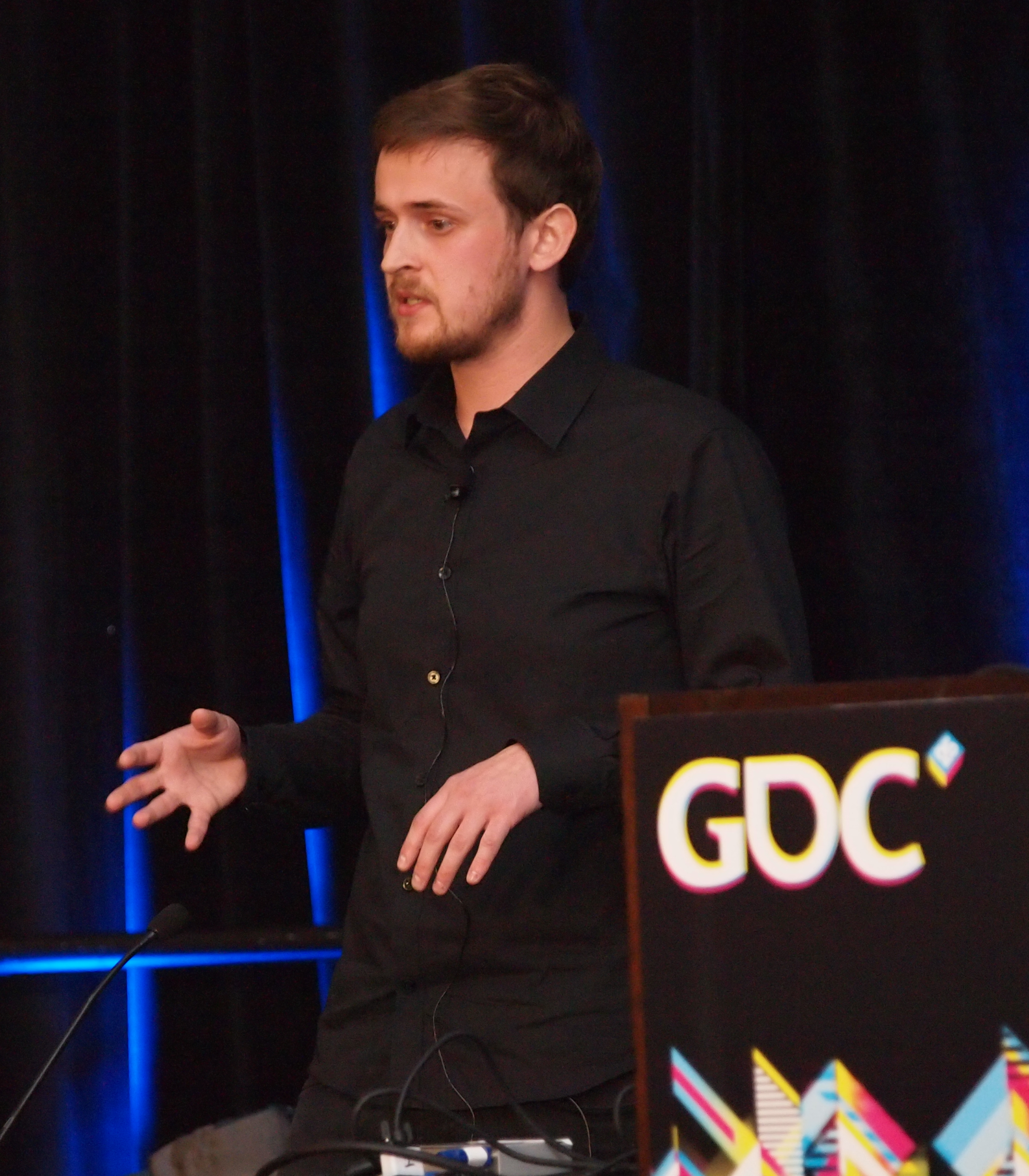
Йеппе Карлсен — главный разработчик игры

В 2010 году студия Playdead выпустила свою первую игру Limbo — этот проект оказался чрезвычайно успешным, получив множество наград и похвал игровой прессы; всего было продано более миллиона копий игры. Спустя несколько месяцев после выхода Limbo студия взялась за разработку второй игры под рабочим названием Project 2 (с англ. — «Проект 2»). Студия использовала при создании Inside некоторые наработки, оставшиеся со времён разработки Limbo. Разработка игры частично была профинансирована за счёт гранта от Датского института кинематографии: в 2012 году институт в рамках программы Play Scheme$ выделил на создание игры 1 миллион долларов США. На сайте института профинансированный проект описывался как «цветной 2,5D-платформер, рассказывающий историю о сражении мальчика со злыми силами, пытающимися захватить мир через сомнительные эксперименты с человеческими телами».
В то время как Limbo была построена на собственном движке, разработанном внутри студии специально для игры, для Inside Playdead предпочла использовать Unity: старый движок от Limbo был предназначен для работы с двухмерной черно-белой игрой, тогда как новая игра должна была использовать цветную трёхмерную графику. Разработка ещё одного собственного движка была бы слишком трудоемкой и отнимала бы время и силы, которые можно было бы потратить на саму игру. Студия, однако, разработала для Unity 5 собственную надстройку для рендеринга, позволяющую осуществлять сглаживание картинки по технологии «временной репроекции» (англ. temporal reprojection) — эта технология придала происходящему на экране в Inside характерный облик. В 2016 году студия опубликовала исходный код надстройки в открытом доступе через GitHub.
В 2011 году глава Playdead Дино Патти в интервью для сайта Eurogamer говорил, что разрабатываемая игра должна стать ещё более «сумасшедшей» и «странной», чем Limbo; студия стремилась к полной независимости, и все окончательные творческие решения в ходе разработке принимал Арнт Йенсен, руководитель разработки игры и партнер Патти по бизнесу. Руководство студии воздерживалось от ранних анонсов и демонстрации геймплея, поскольку рассчитывало на долгий срок разработки и не желало выматывать коллектив. Впервые игра была анонсирована на пресс-конференции Microsoft в течение E3 2014. До этого разработчики утверждали, что игру планируется выпустить для платформ не от Microsoft, таких как PlayStation 3 и macOS. Разработчики нарочно ничего не говорили о разработке для платформ от Microsoft. Первая рабочая демоверсия игры была предоставлена к мероприятиям Penny Arcade Expo в августе 2015.
Выход игры был анонсирован на E3 2016.
Креативный директор студии Playdead заявил о планах портировать игру на Nintendo Switch и iOS.

## Отзывы, награды и продажи
| Сводный рейтинг       | Сводный рейтинг                                                    |
| Агрегатор             | Оценка                                                             |
| --------------------- | ------------------------------------------------------------------ |
| GameRankings          | - (XONE) 92,81 % - (PS4) 91,38 % - (PC) 83,86 % - (Switch) 90,57 % |
| Metacritic            | (PC) 87/100 (PS4) 91/100 (XONE) 92/100 (Switch) 91/100             |
| Иноязычные издания    |                                                                    |
| Издание               | Оценка                                                             |
| Edge                  | 9/10                                                               |
| GameSpot              | 8/10                                                               |
| IGN                   | 10/10                                                              |
| Русскоязычные издания |                                                                    |
| Издание               | Оценка                                                             |
| «Игромания»           | 9,0                                                                |
| «Игры Mail.ru»        | 9,5/10                                                             |

Игра получила преимущественно положительные отзывы на платформе PC и всеобщее признание на платформах PlayStation 4, Xbox One и Nintendo Switch. На сайте-агрегаторе Metacritic средняя оценка игры составляет 87 из 100 на основе 23 обзоров для платформы PC, 93/100 на основе 92 обзоров на платформе Xbox One, 91/100 на основе 18 обзоров на платформе PS4, 91/100 на основе 30 обзоров на платформе Nintendo Switch.
Inside получила премию BAFTA в области игр 2017 года в номинациях «Artistic Achievement», «Game Design», «Narrative» и «Original Property».
| Год  | Награда                        | Категория                       | Результат | Ссылка        |
| ---- | ------------------------------ | ------------------------------- | --------- | ------------- |
| 2016 | Game Critics Awards 2016       | Best Independent Game           | Победа    | [ 30 ]        |
| 2016 | Golden Joystick Awards 2016    | Best Original Game              | Номинация | [ 31 ] [ 32 ] |
| 2016 | Golden Joystick Awards 2016    | Best Visual Design              | Номинация | [ 31 ] [ 32 ] |
| 2016 | Golden Joystick Awards 2016    | Best Audio                      | Номинация | [ 31 ] [ 32 ] |
| 2016 | Golden Joystick Awards 2016    | Best Indie Game                 | Номинация | [ 31 ] [ 32 ] |
| 2016 | Golden Joystick Awards 2016    | Best Gaming Moment (The Ending) | Номинация | [ 31 ] [ 32 ] |
| 2016 | Golden Joystick Awards 2016    | Game of the Year                | Номинация | [ 31 ] [ 32 ] |
| 2016 | Golden Joystick Awards 2016    | Xbox Game of the Year           | Номинация | [ 31 ] [ 32 ] |
| 2016 | The Game Awards 2016           | Game of the Year                | Номинация | [ 33 ] [ 34 ] |
| 2016 | The Game Awards 2016           | Best Narrative                  | Номинация | [ 33 ] [ 34 ] |
| 2016 | The Game Awards 2016           | Best Art Direction              | Победа    | [ 33 ] [ 34 ] |
| 2016 | The Game Awards 2016           | Best Music/Sound Design         | Номинация | [ 33 ] [ 34 ] |
| 2016 | The Game Awards 2016           | Best Independent Game           | Победа    | [ 33 ] [ 34 ] |
| 2016 | Unity Awards 2016              | Golden Cube                     | Победа    | [ 35 ]        |
| 2016 | Unity Awards 2016              | Best Desktop/Console Game       | Победа    | [ 35 ]        |
| 2016 | Главные игры 2016 на Игромании | Приключение года                | Победа    | [ 36 ]        |

Летом 2018 года, благодаря уязвимости в защите Steam Web API, стало известно, что точное количество пользователей сервиса Steam, которые играли в игру хотя бы один раз, составляет 669 904 человека.